# Dandi Prabudita
Dandi Prabudita (* 10. Mai 1992 in Bandung) ist ein indonesischer Badmintonspieler. 

## Karriere
Dandi Prabudita wurde bei der Junioren-Badmintonasienmeisterschaft 2010 Dritter im Herrendoppel mit Jones Ralfy Jansen. Bei der Badminton-Juniorenweltmeisterschaft 2010 wurde er Vierter mit dem indonesischen Team. 2009 und 2010 gewann er die indonesische Juniorenmeisterschaft. Bei den Kaohsiung International 2010 belegte er Rang drei im Doppel ebenso wie bei den Singapur International 2011.